# Замок Святого Георгия
Замок Святого Георгия (порт. Castelo de São Jorge) — крепость в черте Лиссабона, историческое ядро города. Замок расположен на высоком холме и виден из многих точек города. Место, на котором стоит замок, было укреплено с древности и служило крепостью римлянам, вестготам, а потом и маврам. Здесь располагалась резиденция мавританского эмира. Исторический Лиссабон в мавританский период развивался на крутом склоне между замком Святого Георгия и Тежу, позднее этот район получил имя Алфама. 

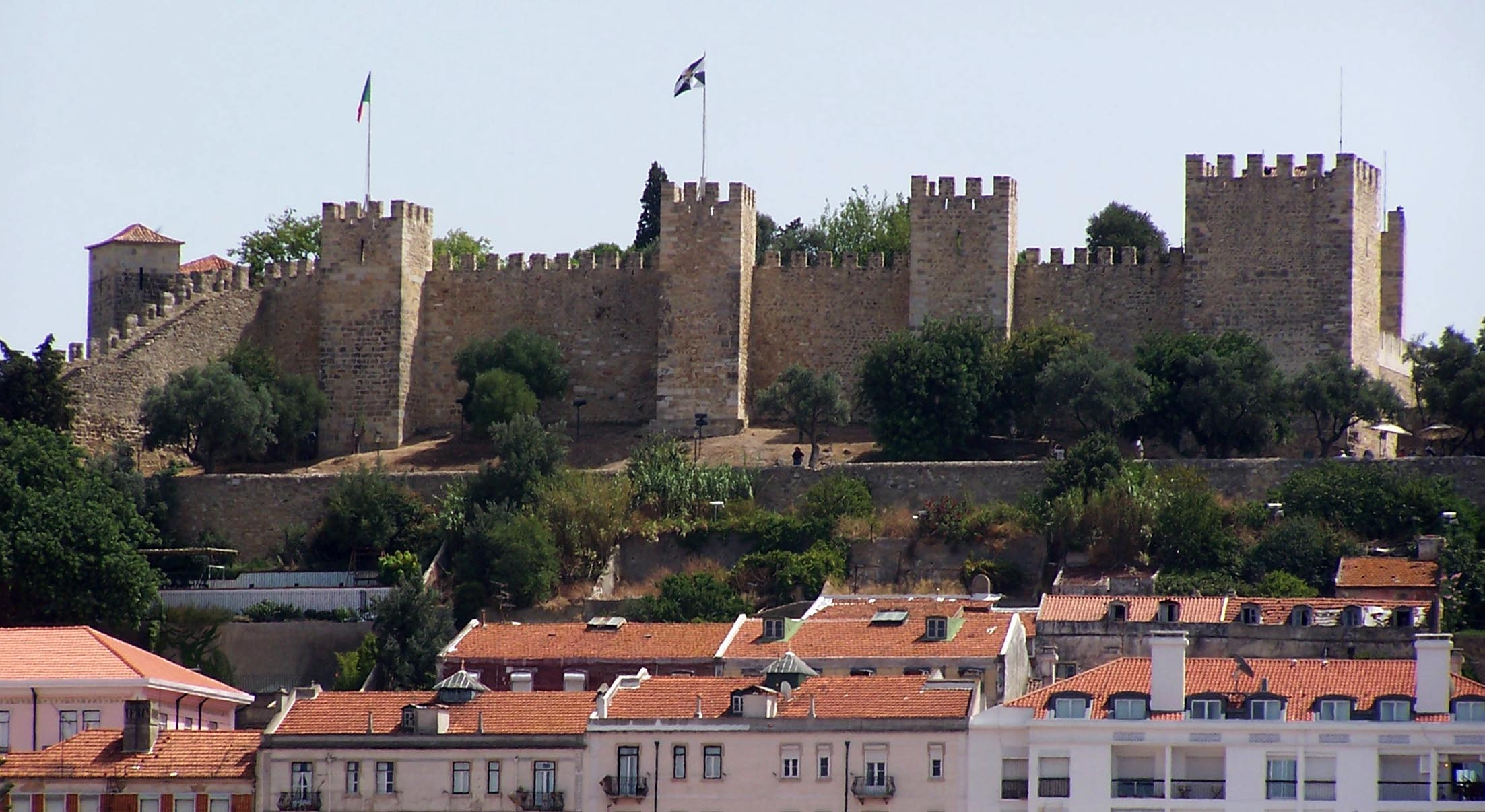
Замок Святого Георгия в Лиссабоне.

В октябре 1147 года первый король Португалии Афонсу Энрикеш при помощи крестоносцев захватил замок. Быстрый захват замка стал возможен, благодаря подвигу рыцаря Мартина Муниша, ценой собственной жизни захватившего случайно не закрытые городские ворота.
Культ святого Георгия пришёл в Португалию после заключения Виндзорского договора: Георгий Победоносец считается покровителем Англии. Замок оставался королевской резиденцией до тех пор, пока в XVI веке на Торговой площади не был построен дворец Рибейра, впоследствии разрушенный Лиссабонским землетрясением.